# エディオンなんば本店
エディオンなんば本店（エディオンなんばほんてん）は、大阪府大阪市中央区難波三丁目にある家電量販店である。

## 概要
児童数の減少により大阪市立南小学校に統合され、1995年に廃校となった大阪市立精華小学校の跡地に建設されたエディオンの旗艦店舗。
精華小学校跡地は、南海電鉄のターミナル駅であるなんば駅の駅前という一等地にありながら、戎橋筋商店街に隣接しており開発が難しいという理由から跡地利用が進んでおらず、大阪市が建物を小劇場や学習施設として活用していた。その後、2007年に処分検討地として指定され、2013年に市内の不動産会社に売却された後、商業ビルの建設が発表された。当初2016年12月初旬の着工予定だったもの計画が遅れ、2019年に竣工。6月7日に開業した。
店舗東側の外観には、黄土色の壁面にアーチ状の窓、焦げ茶色の枠のシックな照明が取り付けられており、1929年に建設され当店舗が建設されるまで存在した旧精華小学校の校舎がイメージされている。
2023年、エディオンは、賃料が発生しない自社保有の方が長期的にみてトータルの店舗関連費用を抑えられると判断し、この店舗が入居する商業ビルの信託受益権をメープルツリー・インベストメンツから買収した。

## フロア構成
2024年9月現在。
- 9階 - なんばラーメン一座
- 8階 - 時計・アニメグッズ・海外仕様家電・薬・化粧品・べビー用品・日用品・旅行用品・忍者トリックハウス・1000円ガチャ
- 7階 - おもちゃ・プラモデル・フィギュア・ゲーム・キャラクターストリート
- 6階 - エアコン・空気清浄機・照明・リフォーム・お酒・駄菓子・友安製作所・ガチャガチャ・不動産
- 5階 - 冷蔵庫・洗濯機・クリーナー・調理家電・珈琲焙煎機・法人カウンター・休憩スペース
- 4階 - 理美容家電・健康家電・化粧品・マスク・寝具・クロックス・Yogibo・文具・パウダールーム・フェムテック
- 3階 - テレビ・ブルーレイ・オーディオ・ピュアオーディオ・ヘッドホン・デジタルサイネージ・トレカキャピタル
- 2階 - パソコン・Apple製品・eスポーツ・ロボット・ドローン・デジタルカメラ・ビデオカメラ・プリンタ・電子辞書・事務機器
- 1階 - 携帯電話・スマートフォン・AnkerShop・モバイルアクセサリー・セルフ型プリント機・証明写真・イベントスクエア・ゲオモバイル
- 地下1階 -　駐輪場